# Woodstock (Newfoundland en Labrador)
Woodstock is een gemeente (town) in de Canadese provincie Newfoundland en Labrador. De gemeente ligt in het noorden van het schiereiland Baie Verte aan de Atlantische noordkust van het eiland Newfoundland.

## Geschiedenis
In 1970 werd het dorp een gemeente met de status van local government community (LGC). In 1980 werden LGC's op basis van The Municipalities Act als bestuursvorm afgeschaft. De gemeente werd daarop automatisch een community om via een algemene wet in 1996 uiteindelijk een town te worden.

## Demografie
Tussen 1991 en 2011 kende Woodstock, net zoals de meeste kleine dorpen op Newfoundland, een dalende demografische trend. Sindsdien is de bevolkingsomvang van het dorp echter gestabiliseerd.
| Jaar | Aantal inwoners | Verschil |
| ---- | --------------- | -------- |
| 1991 | 311             | –        |
| 1996 | 289             | -7,1%    |
| 2001 | 243             | -15,9%   |
| 2006 | 199             | -18,1%   |
| 2011 | 190             | -4,5%    |
| 2016 | 190             | 0,0%     |
| 2021 | 195             | +2,6%    |